# دوروثي شورت
دوروثي شورت (بالإنجليزية: Dorothy Short)‏ هي ممثلة أمريكية، ولدت في 29 يونيو 1915 بفيلادلفيا في الولايات المتحدة، وتوفيت في 4 يونيو 1963 بلوس أنجلوس في الولايات المتحدة.

## وصلات خارجية
- دوروثي شورت على موقع IMDb (الإنجليزية)
- دوروثي شورت على موقع قاعدة بيانات الفيلم (الإنجليزية)